# 54e régiment d'infanterie du Massachusetts
Le 54e régiment d'infanterie du Massachusetts est l'un des premiers régiments afro-américains formés dans l'armée américaine qui ont donné naissance par la suite aux Buffalo Soldiers.

## Une création nordiste
La Proclamation d'émancipation du président Lincoln en 1863 couronna un changement d'orientation dans sa politique en combinant son « but ultime », la sauvegarde de l'Union, à un nouvel objectif, l'abolition de l'esclavage.
La mesure présentait par ailleurs des avantages stratégiques immédiats. Au vu des pertes rencontrées par les forces fédérales depuis 1861 et des résistances opposées par la population nordiste à la conscription, Lincoln prit la décision d'ouvrir les rangs des forces armées aux soldats noirs.
Des Noirs étaient déjà employés par l'United States Army mais uniquement comme ouvriers, et en particulier comme fossoyeurs.

## Réaction des États confédérés d'Amérique
La réaction du Congrès des États confédérés fut rapide.
Une loi sudiste promulgua que :
- « Tout nègre surpris les armes à la main contre les États confédérés sera séance tenante remis en position d'esclavage. »
- « Tout nègre capturé en uniforme fédéral sera sommairement passé par les armes. »
- « Tout officier blanc qui commandera durant la guerre en cours des soldats noirs ou mulâtres en armes contre les États confédérés, ou assistera volontairement des Noirs dans une quelconque entreprise militaire, sera jugé pour incitation à l'insurrection d’esclaves, et sera, en cas de capture, passé par les armes, ou puni selon la décision de la cour. »

## Histoire
Durant l'été 1863, des émeutes populaires (the Draft Riots) éclatèrent à New York contre la conscription et contre la guerre en général. La valeur des Noirs était alors peu reconnue, et un grand nombre d'entre eux furent pris à partie par des émeutiers blancs qui voyaient en eux la cause du conflit.
Le 54e régiment d'infanterie du Massachusetts fut créé en mars 1863 avec l'appui idéologique et matériel de George Luther Stearns (1809-1867), riche négociant et figure particulièrement active du mouvement abolitionniste.
Ce régiment de l'Armée de l'Union était exclusivement composé de Noirs. Toutefois l'unité était dirigée par des officiers blancs et placée sous le commandement d'un colonel âgé de 25 ans, Robert Gould Shaw. Les volontaires noirs se firent tellement nombreux qu'un autre régiment, le 55e régiment d'infanterie du Massachusetts, fut rapidement créé.
Le 54e Massachusetts est souvent, à tort, qualifié de premier régiment noir formé dans l'armée des États-Unis. En fait, le 54e fut précédé par les 1st Louisiana Native Guard (en) (27 septembre 1862), 2nd Louisiana Regiment Native Guard Infantry (en) et 3rd Louisiana Regiment Native Guard Infantry (en) (octobre et novembre 1862). Les membres de ces trois unités étaient issus pour la plupart de la milice de l'État de Louisiane (initialement au service de la Confédération) et la plupart des officiers étaient noirs. Toutefois, ces officiers noirs furent vite éliminés par la politique de discrimination fédérale.

## Participation aux combats

### Bataille de Fort Wagner
Le 28 mai 1863, le 54e Massachusetts quitte Boston. Le régiment est tout d'abord sous-estimé et maintenu à l'arrière. En mai 1863, quelques éléments du 54e participent à la bataille de Port Hudson avec des éléments du 55e régiment d'infanterie du Massachusetts et du Louisiana native guards (en tout plus de 1 000 soldats noirs des trois unités). Le 3 juin 1863, le régiment débarque à Beaufort, en Caroline du Nord.
Le 16 juillet 1863, le régiment participe à une diversion sur James Island, une île voisine de Morris Island où se trouve Fort Wagner (Bataille de Grimball's Landing). Contre toute attente les sudistes contre-attaquent et mettent en déroute les nordistes. Le 54e Massachusetts est alors engagé pour repousser les Confédérés. Au prix de 40 hommes perdus, le 54e Massachusetts gagne ses premiers lauriers.
Le général Quincy A. Gillmore décide alors de ramener ce régiment sur Morris Island en vue de participer à l'assaut contre le Fort Wagner. Durant la journée du 18 juillet, 41 pièces d'artillerie nordistes, soutenues par les canons de 7 vaisseaux, pilonnent le Fort Wagner. 
Le colonel Robert Gould Shaw obtient que le 54e Massachusetts ouvre la route aux 12 régiments fédéraux blancs désignés pour l'assaut contre Fort Wagner. À la tombée de la nuit, les troupes fédérales montent à l'assaut sur la plage bordant fort Wagner. Malheureusement pour les assaillants, les dommages occasionnés à la position sudiste par le bombardement de l'Union s'avérèrent des plus limités. Rapidement, les défenseurs confédérés, dont les tireurs d'élite du Charleston Batallion et les artilleurs expérimentés du 1st S.C. Artillery, sortent de leurs casemates et ouvrent le feu sur la vague des assaillants.
Étant en tête de la vague d'assaut, le 54e Massachusetts est touché de plein fouet par les tirs sudistes. Malgré les pertes, il parvient à franchir la plage le séparant de fort Wagner et à franchir un fossé d'eau pour atteindre les parapets du fort. Pris sous les tirs de fusils des défenseurs, les soldats du 54e parviennent, provisoirement, à gravir un parapet et à y faire flotter la bannière fédérale. Le colonel Shaw, s'élançant au-devant de ses troupes, est tué sur le parapet, atteint d'une balle au cœur. À bout de forces, les survivants se voient contraints à battre en retraite.
Cet assaut infructueux coûta à l'Union 1 600 hommes contre moins de 200 aux Confédérés. Le 54e Massachusetts y perdit presque tous ses officiers, 116 tués et 106 blessés (dont 24 succomberont) et 50 prisonniers (dont certains passés par les armes par les sudistes après leur capture) ; soit 272 hommes perdus sur un total de 600 assaillants.
Le colonel Shaw fut enterré par les sudistes dans une fosse commune avec ses soldats. Les sudistes avaient pourtant proposé de renvoyer le corps à ses parents, mais le père de ce dernier avait refusé en disant qu'il n'y avait pas plus grand honneur pour un soldat que d'être enterré avec ses hommes.
Bien que les nordistes n'aient pas pu prendre et tenir le fort (malgré la prise d'une partie des remparts lors de l'assaut initial), le 54e fut largement acclamé pour son courage pendant la bataille, et l'événement contribua à encourager l'enrôlement et la mobilisation des Afro-américains, une évolution clé que le président des États-Unis Abraham Lincoln nota comme ayant aidé à assurer la victoire finale. Des décennies plus tard, le sergent William Harvey Carney reçut la Medal of honor (« médaille d'honneur ») pour avoir saisi le drapeau américain lors du décès du porte-drapeau, transporté le drapeau vers les remparts pendant la retraite, et s'exclama « Les gars, je n'ai fait que mon devoir ; ce bon vieux drapeau n'a jamais touché le sol ! » . Alors que d'autres Afro-américains avaient déjà été décorés quand il fut décoré, l'effort de Carney est la première action pour laquelle la médaille d'honneur fut décernée à un Afro-américain.

### La bataille d'Olustee (Floride)
Le 29 janvier 1864, le 54e fut engagé en Floride sous les ordres du général Truman Seymour (en) avec pour mission de prendre Tallahassee, la capitale de l'état sudiste. 
Débarqués à Jacksonville, les Fédéraux marchèrent vers la ville mais, à mi-distance, se heurtèrent aux sudistes à Olustee (en). Sur un terrain marécageux, Seymour engagea ses 5 500 hommes en ordre dispersé et fut rapidement confronté au spectre de la défaite. La cavalerie sudiste fit un ravage parmi les troupes nordistes en fuite. Seul le 54e Massachusetts garda ses positions afin d'empêcher une destruction totale des forces fédérales. 
Sur 497 hommes et 13 officiers engagés, 86 sont tués, blessés ou portés disparus. 
 À l'issue de la bataille, le sergent noir Steven Swales, blessé et cité pour sa bravoure, fut promu sous-lieutenant le 11 mars 1864; le même jour, le sergent noir Volgelsein reçut le même grade : ils sont les premiers officiers noirs de l'armée U.S. 
 À l'issue d'une retraite de 175 kilomètres vers Jacksonville, parcourue en 108 heures et ponctuée de combats, les hommes du 54e tirent, à l'aide de cordes, un train de blessés fédéraux en panne sur 16 kilomètres. 
 La campagne de Floride se solda par la perte de 1 860 nordistes, soit 34 % des troupes engagées ; les Confédérés y perdirent 946 hommes.
- 30 novembre 1864, Bataille de Honey Hill (en), en Caroline du Sud.
- 18 avril 1865, Bataille de Boykin's Mill (en), en Caroline du Sud (proche de Charleston),
- 20 août 1865, dissolution de l'unité.

## Bilan
Plus d'une centaine de régiments noirs furent créés pendant la guerre de Sécession. 
Environ 186 000 Noirs furent enrôlés pendant toute la durée de la guerre, 33 000 y laissèrent leur vie. 
Concernant les enrôlés du 54e Massachusetts, 213 moururent au front, en prison, ou de maladie, 394 furent blessés et 57 portés disparus. Le total des pertes est de 664 hommes sur les 1 354 qui servirent dans le régiment : presque 50 %. 
À l'engagement, l'armée leur avait promis 13 dollars américains de solde par mois, (équivalente à celle d'un soldat blanc) finalement, ils ne perçurent que 10 $, dont il fallut encore retirer 3 $ pour les frais d'équipement ce qui ne leur laissa que 7 dollars par mois. 
Les hommes du 54e refusèrent cette solde, plongeant ainsi leurs proches dans la misère. Mais en refusant cette aumône, tout en restant à leurs postes, ils prouvèrent que les Noirs américains étaient aussi des citoyens américains.

## Mémoire

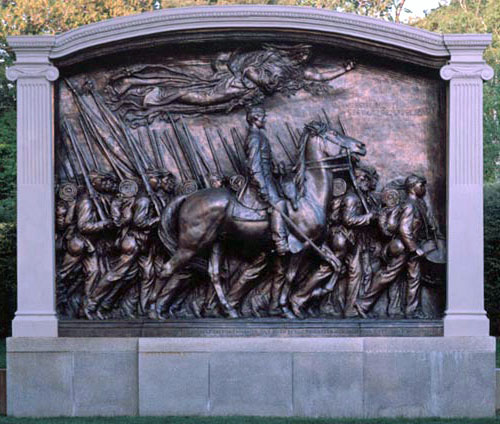
Le St-Gaudens Memorial a été élevé à Boston à la fin du XIXe siècle en hommage au 54e Massachusetts et à son colonel.

Le monument conçu par le sculpteur Augustus Saint-Gaudens et son environnement ont inspiré au compositeur américain Charles Ives le 1er mouvement (lent) de sa suite pour orchestre Three Places in New England.
Le site du St-Gaudens Memorial a aussi inspiré en 1960 au poète Robert Lowell son poème For the Union Dead.
Le film Glory retrace la création puis l'épopée du 54e Régiment d'infanterie du Massachusetts jusqu'à la bataille de Fort Wagner.